# Пергамент

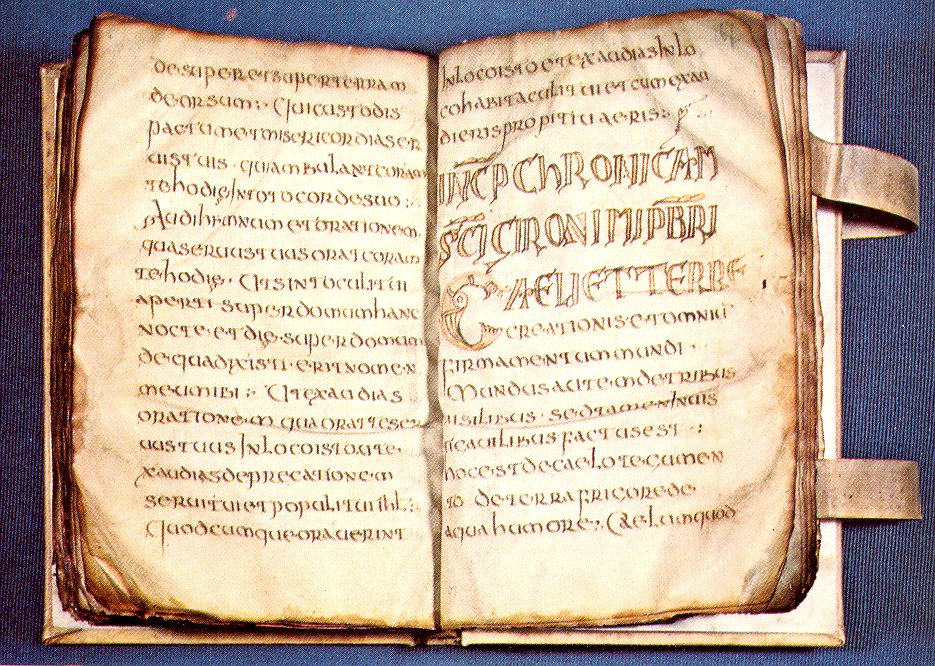
Рукопись эпохи Меровингов, VII век н. э.

Перга́мент (в работах по истории и источниковедению обычно перга́мен; нем. Pergament, от греч. Πέργαμον, Пергамон) — материал для письма из недублёной сыромятной кожи животных (до изобретения бумаги). Также древние рукописи на таком материале.

## Этимология
Материал «пергамент» назван по имени города Пергам в Малой Азии, где во II веке до н. э. имел широкое применение. В профессиональной среде историков в основном употребляется слово пергамен, от лат. Pergamen.

## История
По свидетельству греческого историка V века до н. э. Ктесия, кожа уже в то время издавна употреблялась в качестве материала для письма у персов. Оттуда она под именем «дифтера» (διφθέρα) рано перешла в Грецию, где употреблялись для письма обработанные овечьи и козьи шкуры.
По свидетельству Плиния Старшего, во II в. до н. э. цари Египта, желая поддержать книжное богатство Александрийской библиотеки, нашедшей себе соперницу в лице пергамской, в Малой Азии, запретили вывоз папируса за пределы Египта. Тогда в Пергаме обратили внимание на выделку кожи, усовершенствовали древнюю дифтеру и пустили её в оборот под именем δέρμα, σωμάτιον а позднее, по месту главного производства — περγαμηνή (у римлян — membrana, с IV в. н. э. — pergamena). Легендарным изобретателем пергамента считается царь Пергама Эвмен II (197—159 до н. э.).
У евреев пергамент известен под названием «гевиль», как канонический материал для записи рукописных свитков Торы (Сефер Тора). На более распространённом виде пергамента «клаф» (он же велень от фр. vélin) пишутся также отрывки из Торы для тефиллин и мезуз. Ещё один вид пергамента духсустус (ивр.דוכסוסטוס), изготовляемый из нижних слоёв кожи (спилка), использовался только для мезуз. Однако с развитием индустрии скотобоен, когда шкуры стали доступнее, этот вид пергамента перестал использоваться ввиду его низкого качества. Для написания еврейских священных свитков могут использоваться исключительно шкуры кошерных видов животных.
В период зарождения печатного дела был короткий период, когда пергамент и бумага использовались взаимозаменяемо. Большая часть Библии Гутенберга отпечатана на бумаге, однако сохранились и пергаментные версии.
Бурный рост книгопечатания в Средние века привёл к сокращению использования пергамента, так как его цена и сложность изготовления, а также объём производства уже не удовлетворяли потребностей издателей. С тех пор и по наши дни пергамент стал использоваться в основном художниками, для книгоиздания же — лишь в исключительных случаях.

## Изготовление

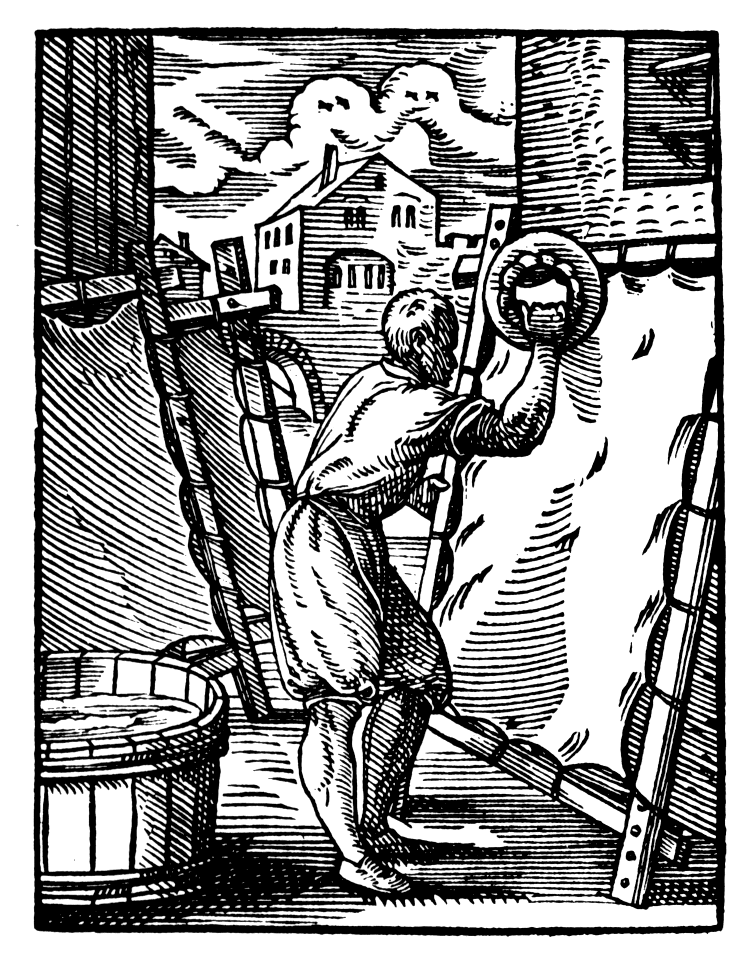
Изготовление пергамента, Германия, 1568 г.

В монастырском книжном обиходе средних веков пергаменные кодексы постепенно вытеснили папирусные свитки. С IV в. н. э. уже был распространён обычай писать богослужебные книги на пергаменте, и в Средние века для этой цели папирус почти не употреблялся.
Средние века знали два основных сорта пергамена: собственно пергамен (лат. pergamen) и велень (фр. vélin, англ. vellum), или веллум. Для изготовления пергамена использовались шкуры овец, баранов, телят, свиней и других животных. На велень шли шкуры новорождённых и особенно мертворождённых ягнят и телят. На юге Европы в Средние века использовали козьи и овечьи шкуры, в Германии и Франции пользовались преимущественно телячьими.
Пергамен был толще и грубее велени, но раннее Средневековье практически не знало велени — его начали широко применять в производстве книг только с конца XII века.
Вне зависимости от того, какие шкуры использовались, мастера-пергаменщики начинали с промывки шкуры и удаления наиболее грубого и жёсткого волоса. После этого шкуры подвергали золению, то есть длительному вымачиванию в известковом растворе. В извести шкуры выдерживали от трёх до десяти дней в зависимости от температуры окружающего воздуха, а затем промывали в воде. Это облегчало удаление волоса.
После выпадения волосяного покрова шкуры натягивали на деревянные рамы и мездрили, то есть отделяли от дермы нижний слой шкуры — подкожную клетчатку. Эта операция производилась при помощи полукруглых ножей. Затем шкуры шлифовали и выглаживали пемзой.
При последней операции в пергамент втирался меловой порошок, впитывающий жиры, не удалённые при предыдущих обработках. Помимо этого, меловой порошок делал пергамент более светлым и однородным по цвету и предотвращал растекание туши. Для отбеливания пергамента в него втирали муку, белки или молоко.
В Российской национальной библиотеке хранится рукопись святого Августина, писаная на превосходном, мягком и тонком, почти белом пергаменте, выделка которого представляет своего рода совершенство.
К писцам и художникам пергамент поступал разрезанным и, как правило, собранным в тетради. Преимущество пергамента над папирусом заключается в том, что на пергаменте можно писать с обеих сторон листа.
Пергамент был не дешевле папируса, поскольку на изготовление крупноформатных книг (а священные книги часто изготавливались в большом формате) уходило множество шкур. Например, каждая двойная страница в «Лоршском Евангелии» (ок. 810 г. Рим, Ватиканская библиотека) требовала одной шкуры телёнка; для изготовления «Книги Кельтов» («Келлское евангелие», ок. 800 г., Дублин, Библиотека Тринити-колледжа) потребовалось забить стадо приблизительно в 150 голов, а для создания «Винчестерской Библии» (1160—1175 гг., Винчестер, Библиотека собора) потребовалось стадо в 250 телят. Для изготовления монументального формата полной Библии требовались шкуры приблизительно 500 животных.

### Переработка
В период с VII по IX века множество пергаментных рукописей были соскоблены и смыты, чтобы использовать их повторно, хотя первоначальный текст можно прочесть и сейчас. Переработанные пергаменты получили название палимпсест. С развитием процесса переработки и появлением более совершенных технологий скобления первоначальный текст пропал.

### Виды

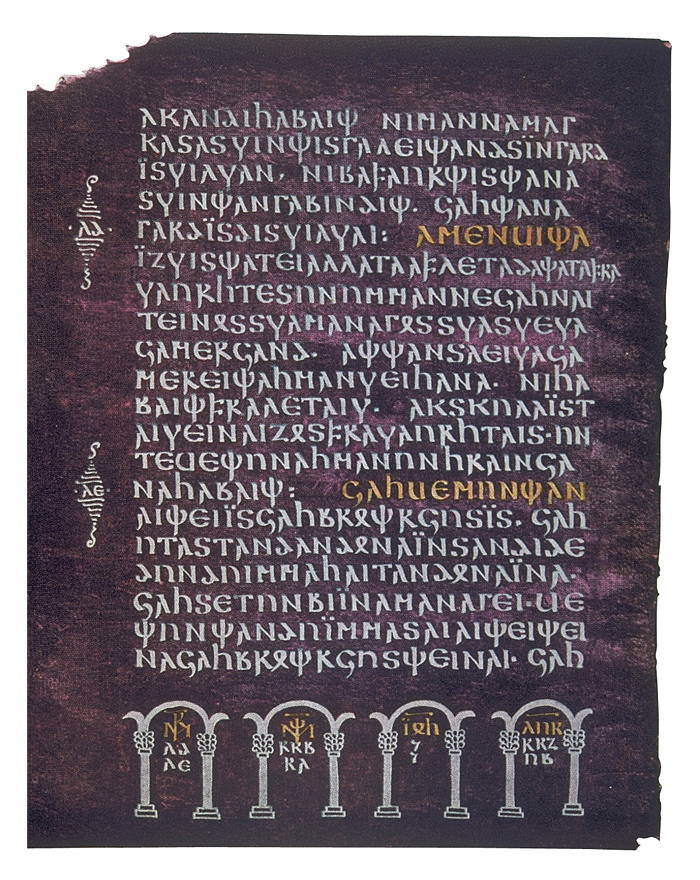
Страница из «Серебряного кодекса»

Милиора ди Курки в работе «История и технология изготовления пергамента» писала, что пергамент не всегда белый: «Ченнини, мастер XV века, даёт рецепты окраски пергамента в различные цвета, включая пурпурный, индиго, зелёный, красный и персиковый».
В раннем Средневековье, подражая византийским рукописям, таким как Россанский и Синопский кодексы или Венский Генезис, для особо роскошных рукописей мастера, кроме белого, использовали цветной, чаще всего пурпурный пергамент, на котором писали серебром и золотом. Реже употреблялся жёлтый пергамент (лат. codex crocatus; от crocus — шафран) или чёрный.
К таковым относится, например, «Серебряный кодекс» — рукопись перевода Евангелия на готский язык, сделанного Вульфилой; она писана на цветном пергаменте серебром и хранится в Швеции, в Уппсале. В Российской национальной библиотеке хранится греческое четвероевангелие, написанное золотом на фиолетовом пергаменте — по преданию, рукой византийской императрицы Феодоры.

## Галерея

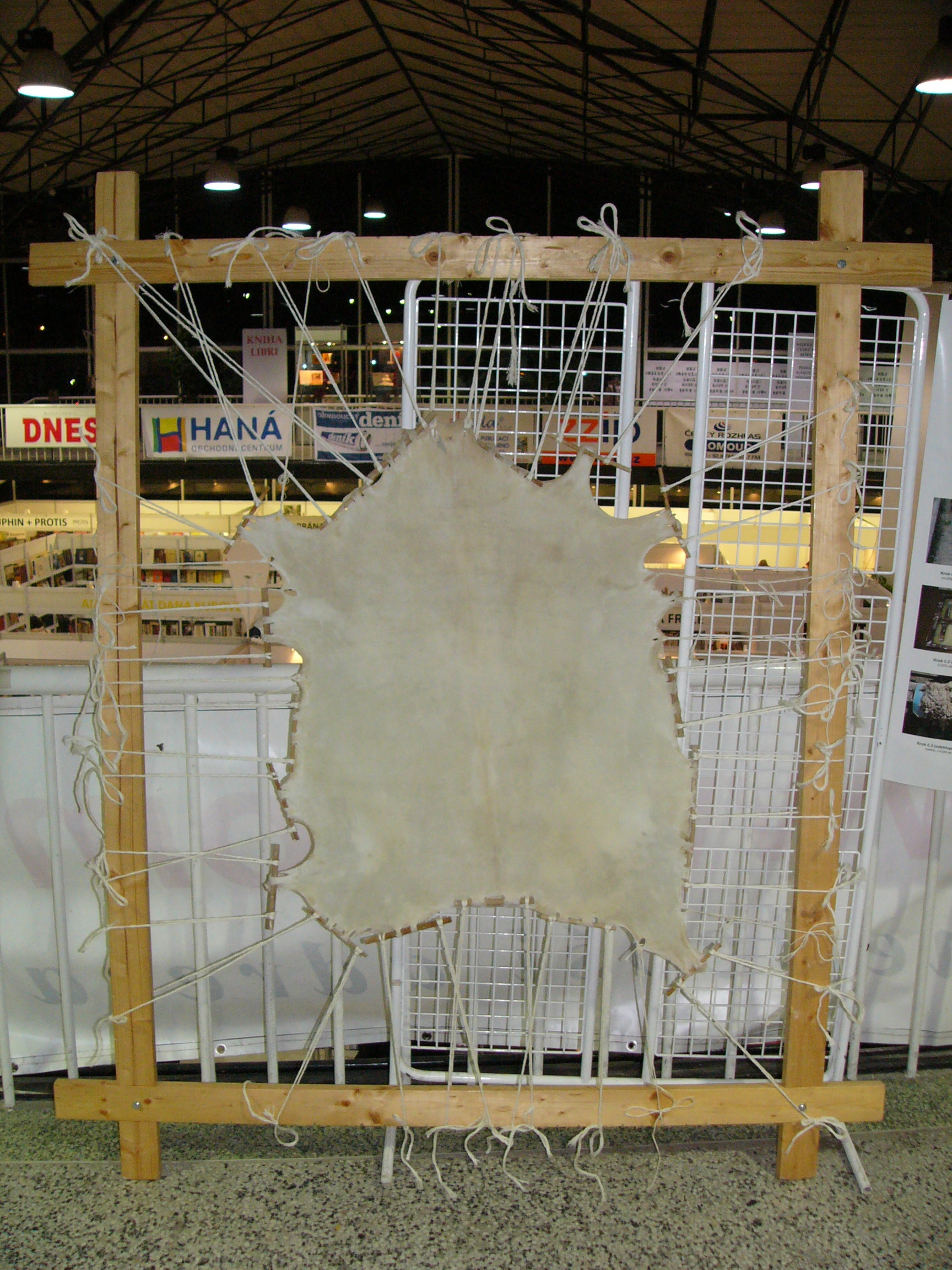
Среднеевропейский (северный) тип готового пергамента из козьей кожи растягивается на деревянной раме
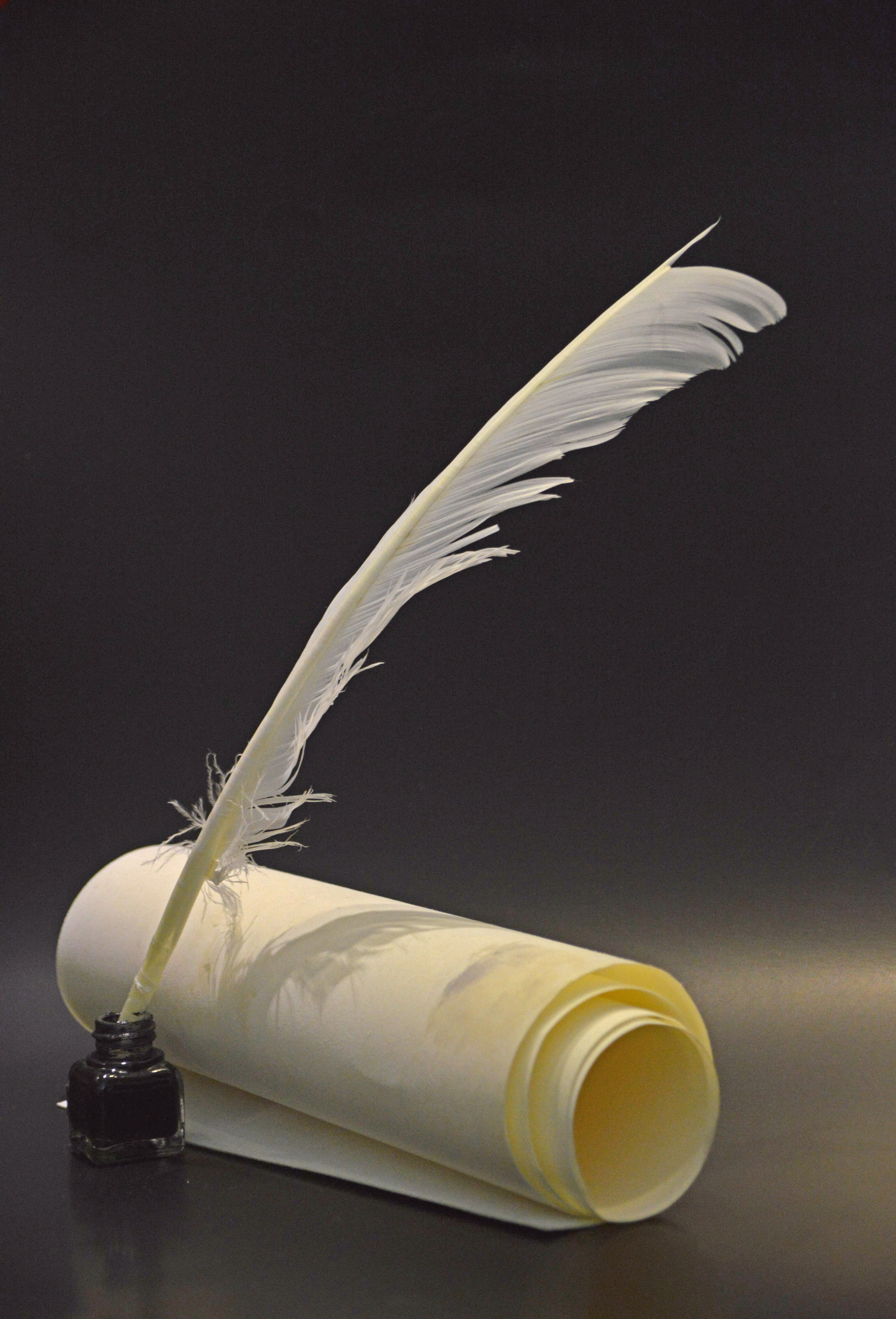
Пергамент с пером и чернилами
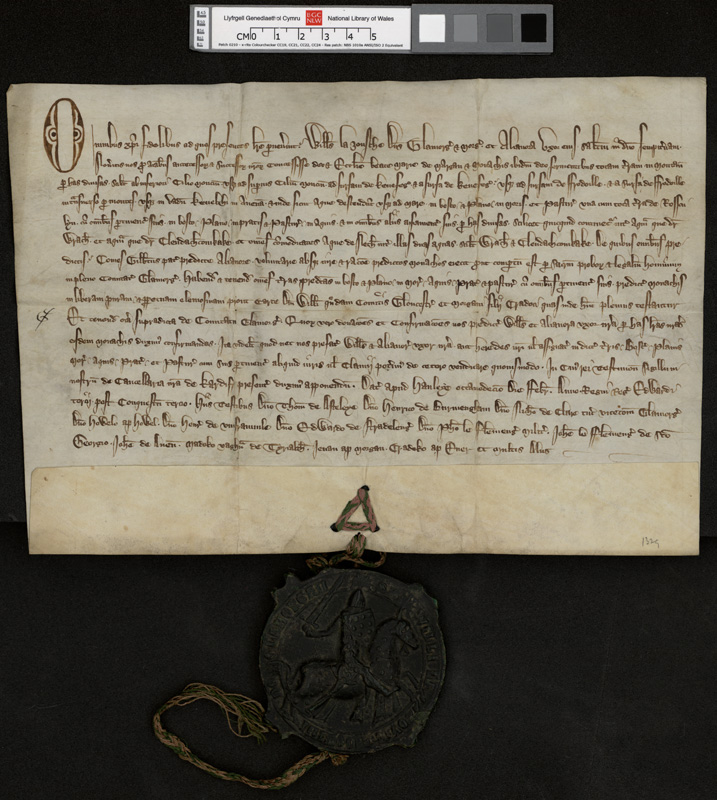
Латинский грант, написанный на тонком пергаменте или веллуме с печатью от 1329 г.
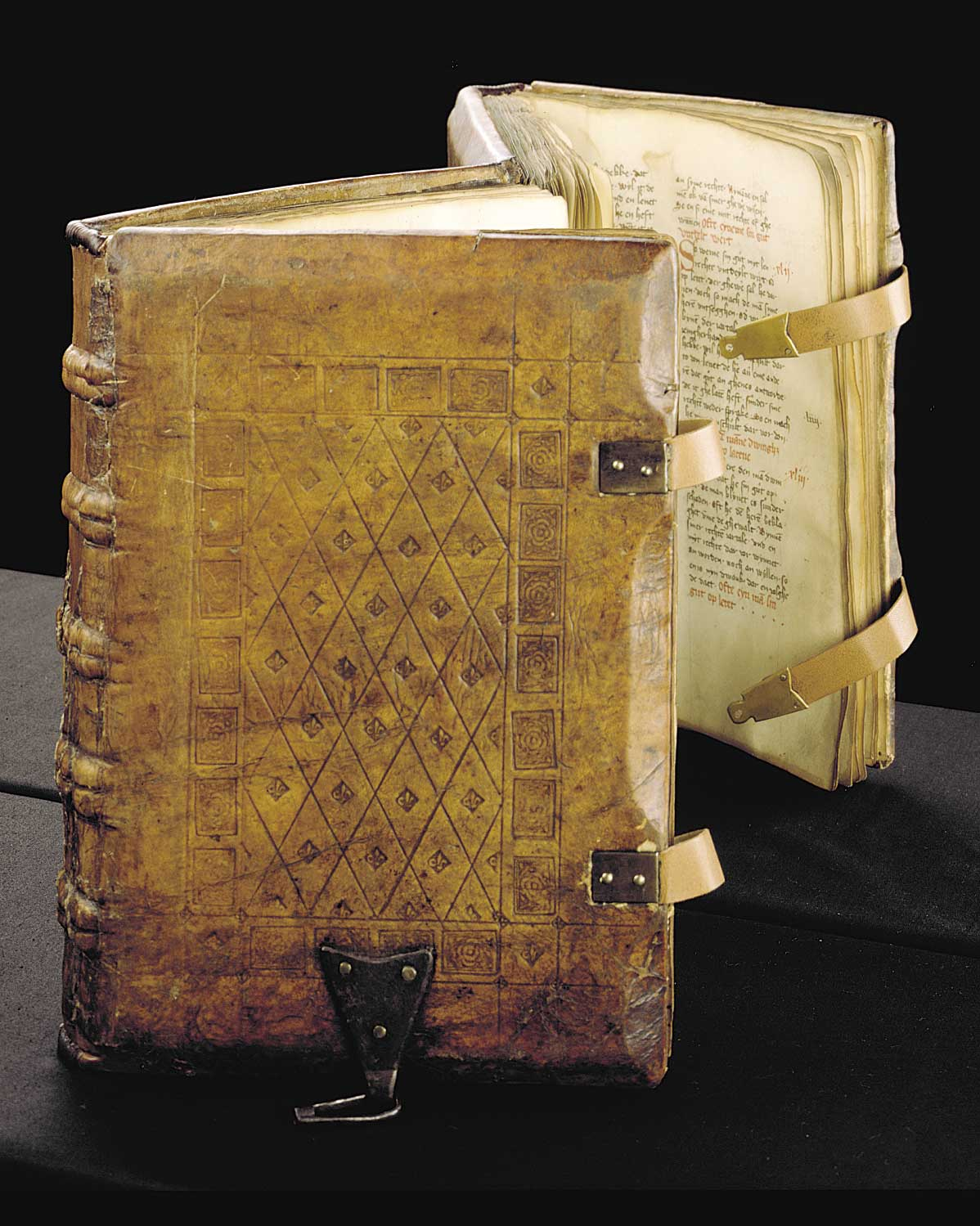
Копия 1385 г. немецкого юридического кодекса Саксонского зерцало, написанная на пергаменте с ремнями и застежками на переплете
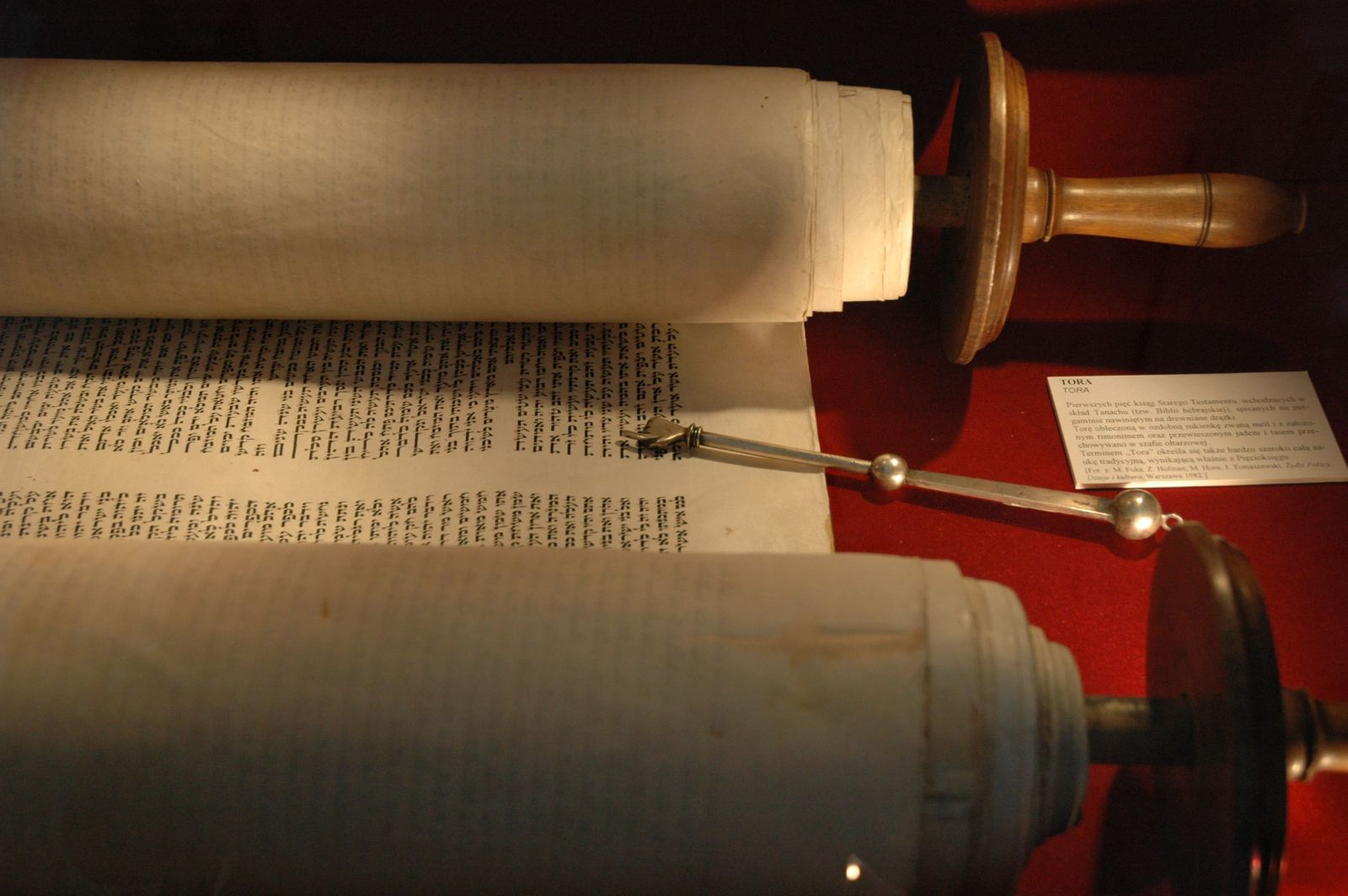
Сефер Тора, традиционная форма Еврейской Библии, представляет собой свиток пергамента.
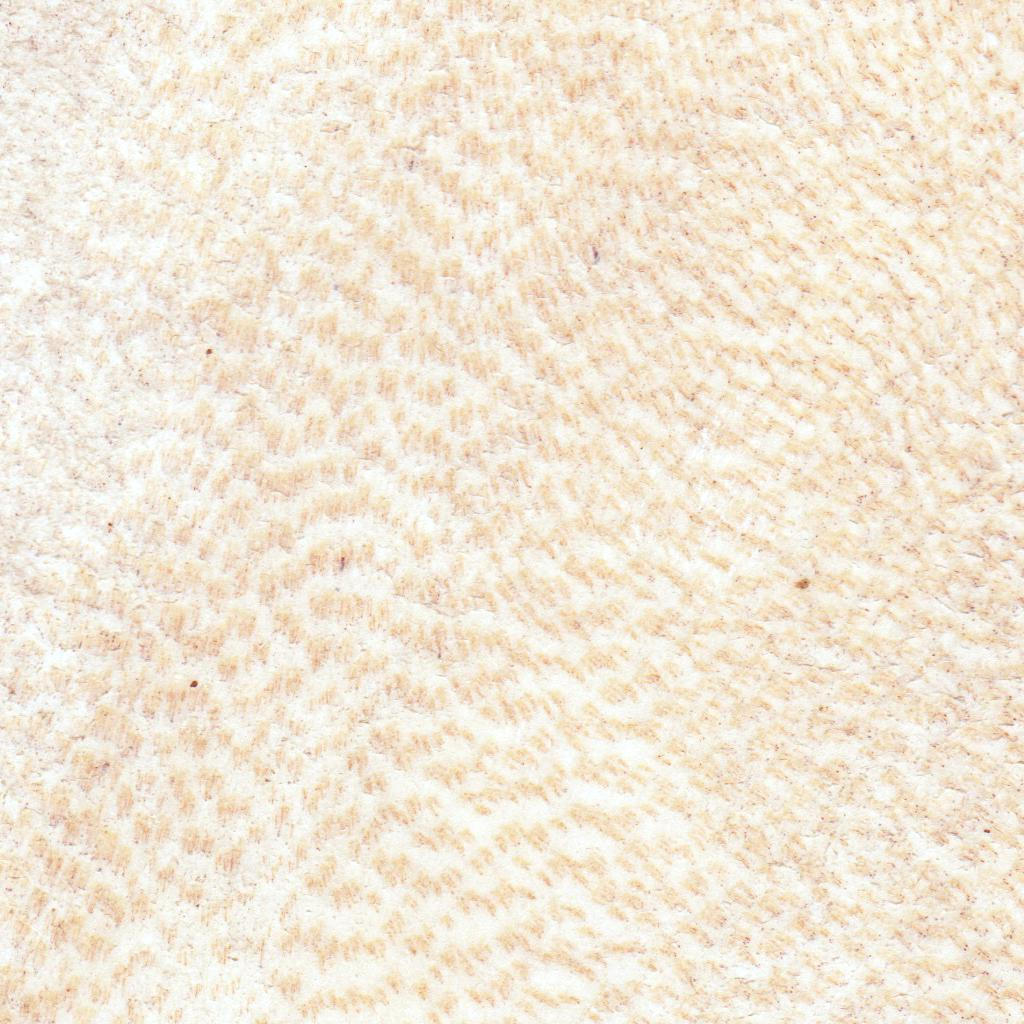
Пример: пергамент размером 4 × 4 см с шероховатой поверхностью
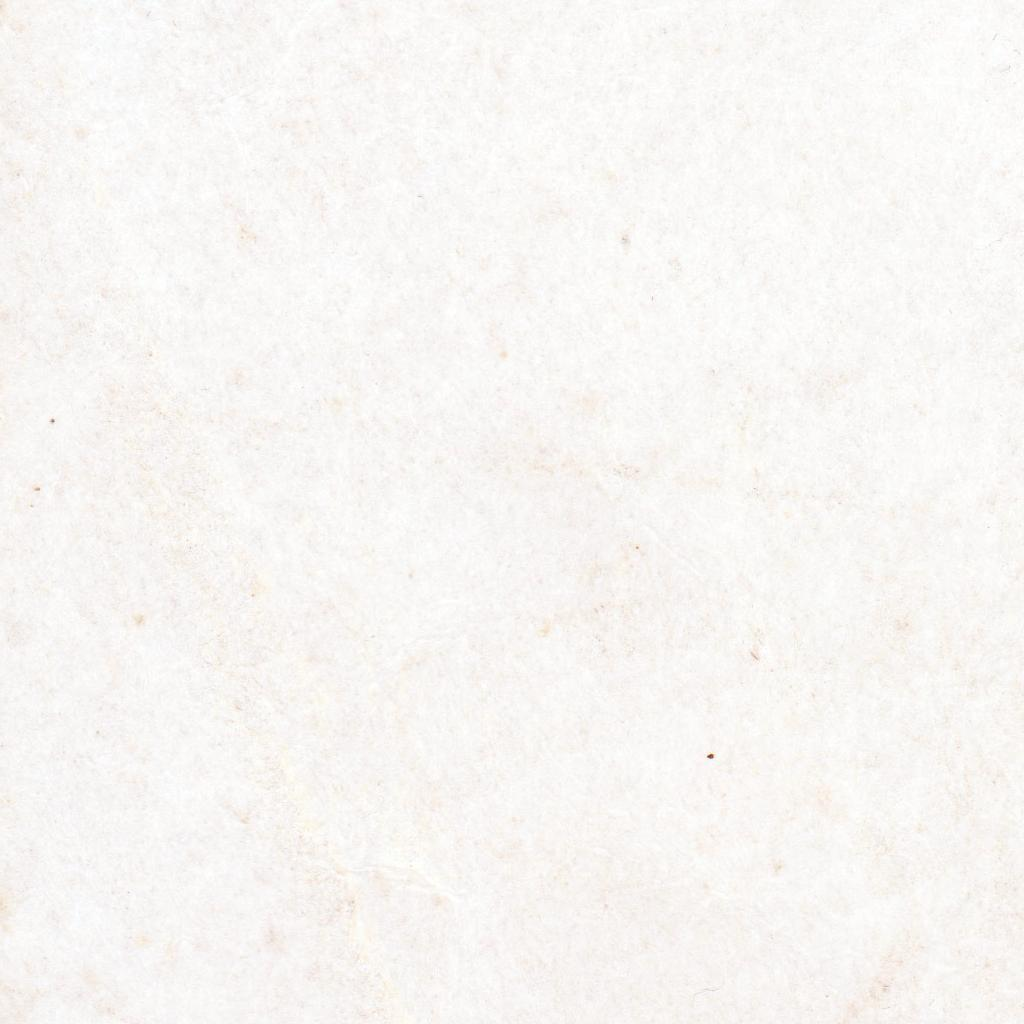
Пример: пергамент размером 4 × 4 см с гладкой поверхностью
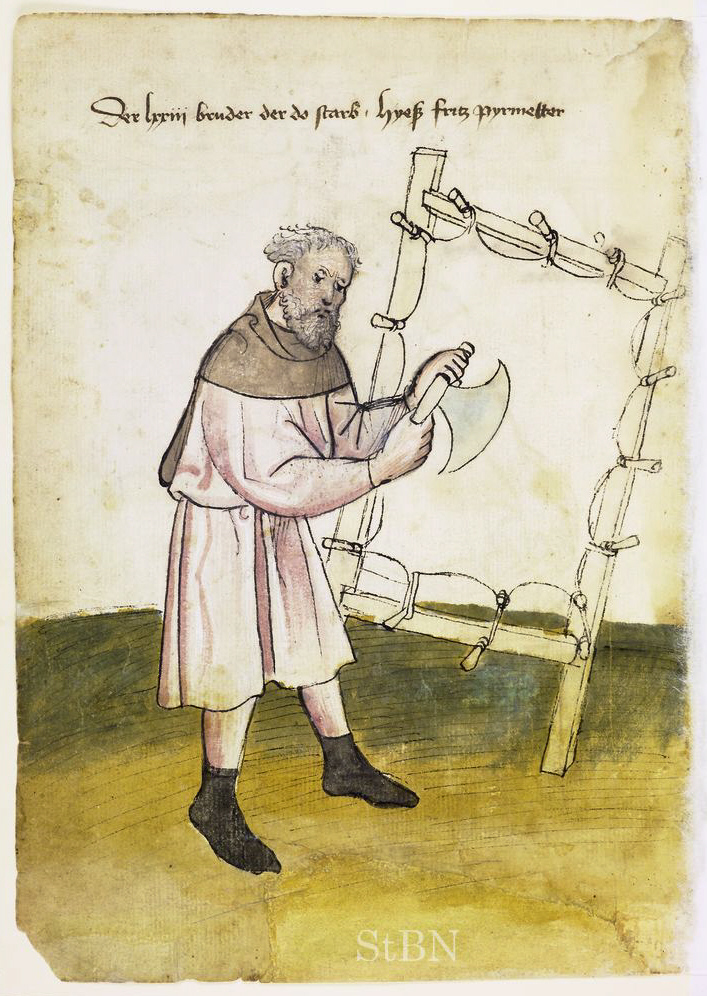
Пергаментер в Нюрнберге около 1425 года
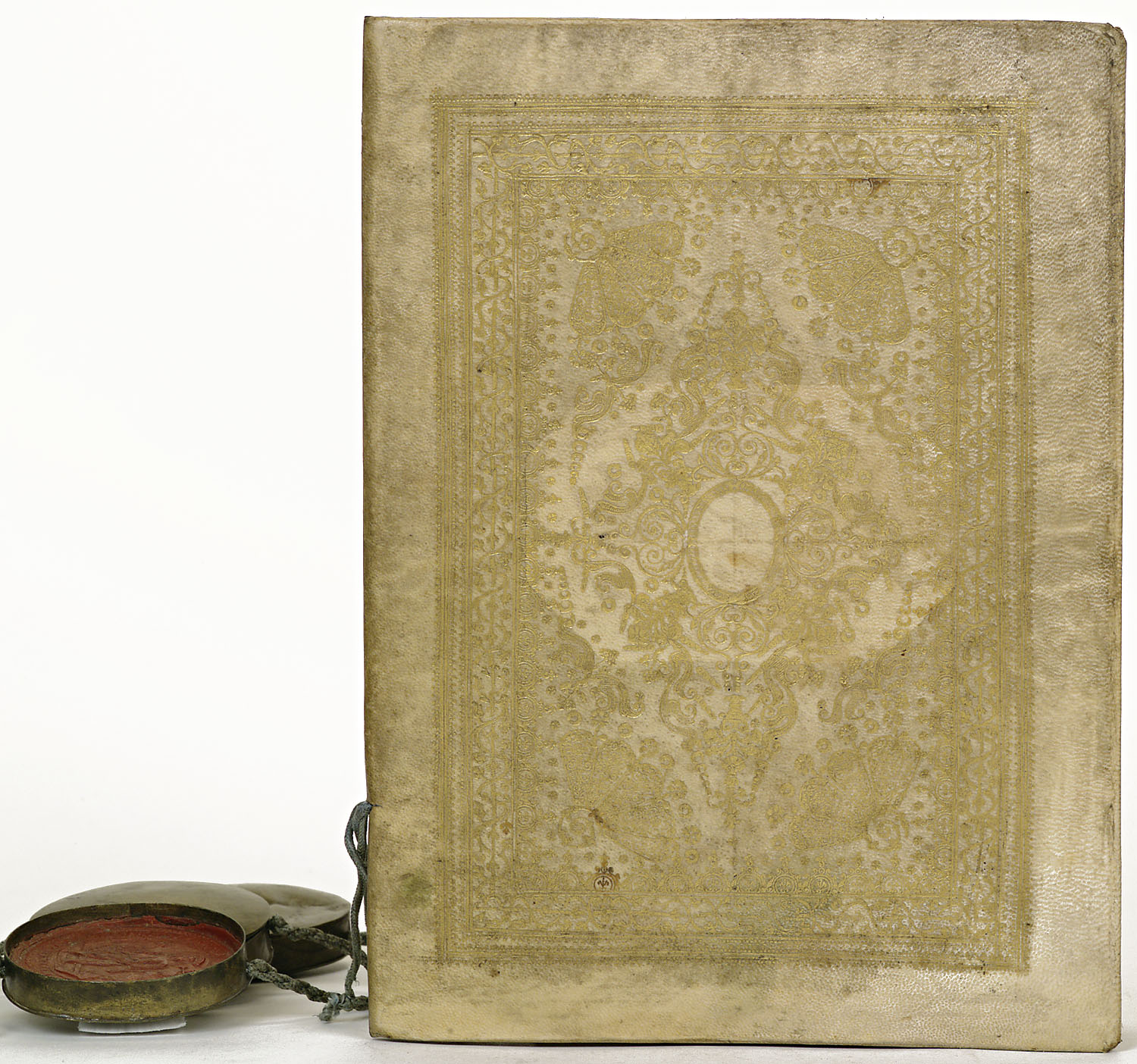
Пергамент с золотым тиснением
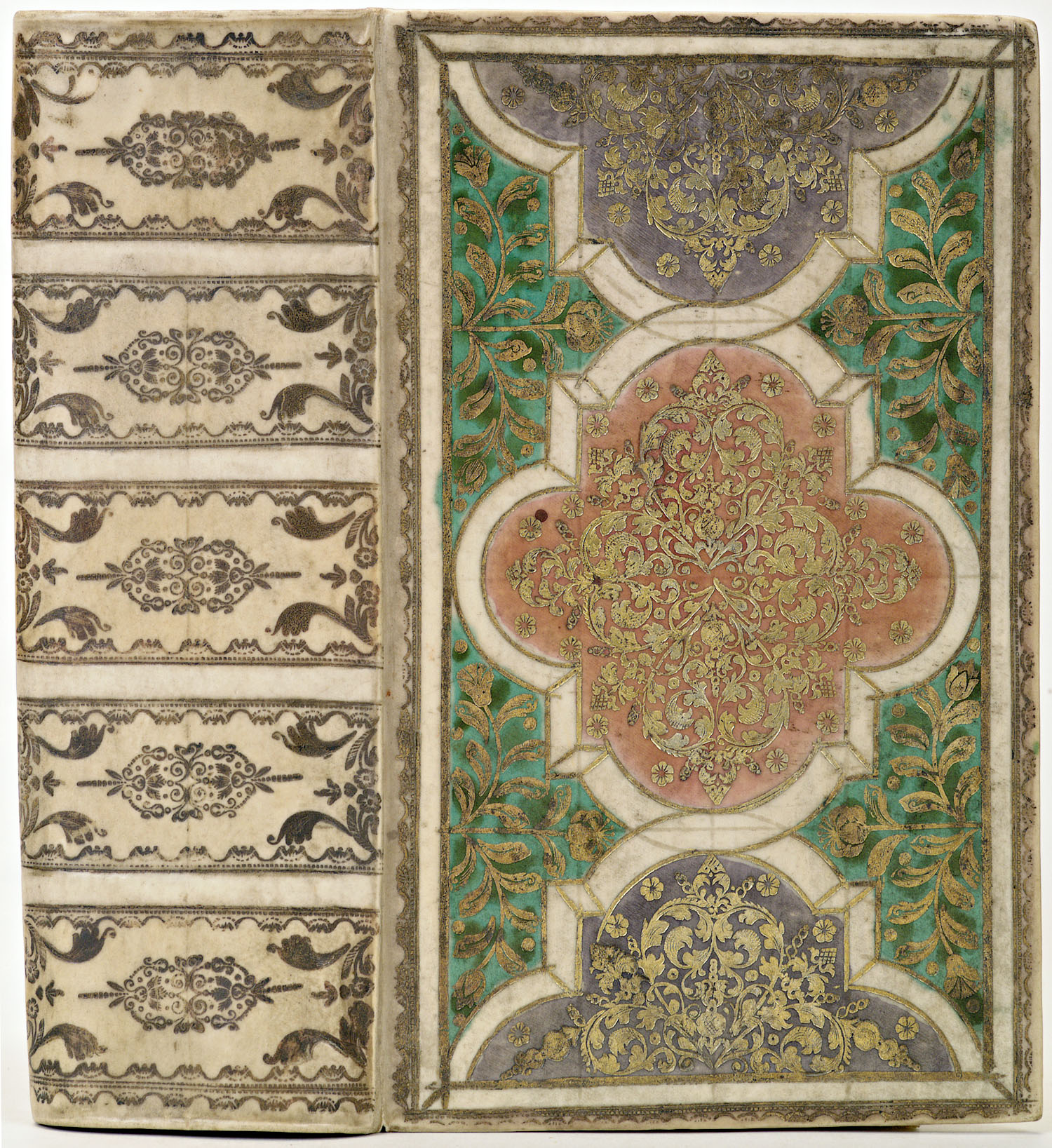
Цветная пергаментная обложка с золотой печатью
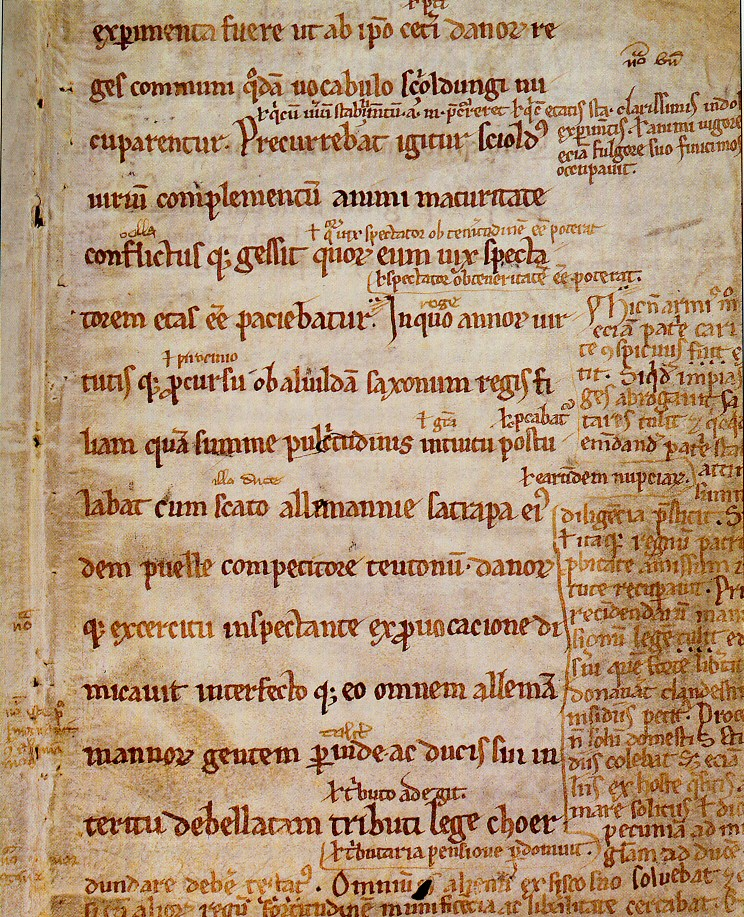
Оригинальная пергаментная страница из датской фабрики Gesta Danorum, страница 1 Fragments d'Angers. Он хранится в Королевской библиотеке Копенгагена.
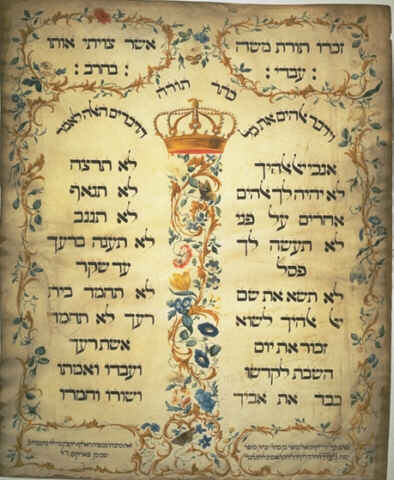
Десять заповедей на пергаменте 1768 года.
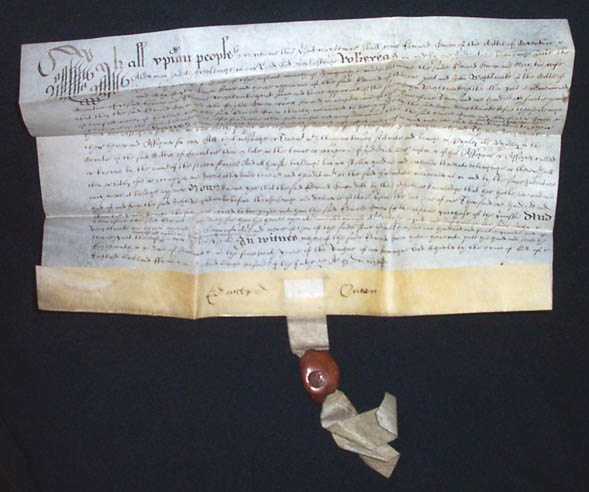
Английский пергамент в изысканном веллуме с печатью, показывающей 1638 год.
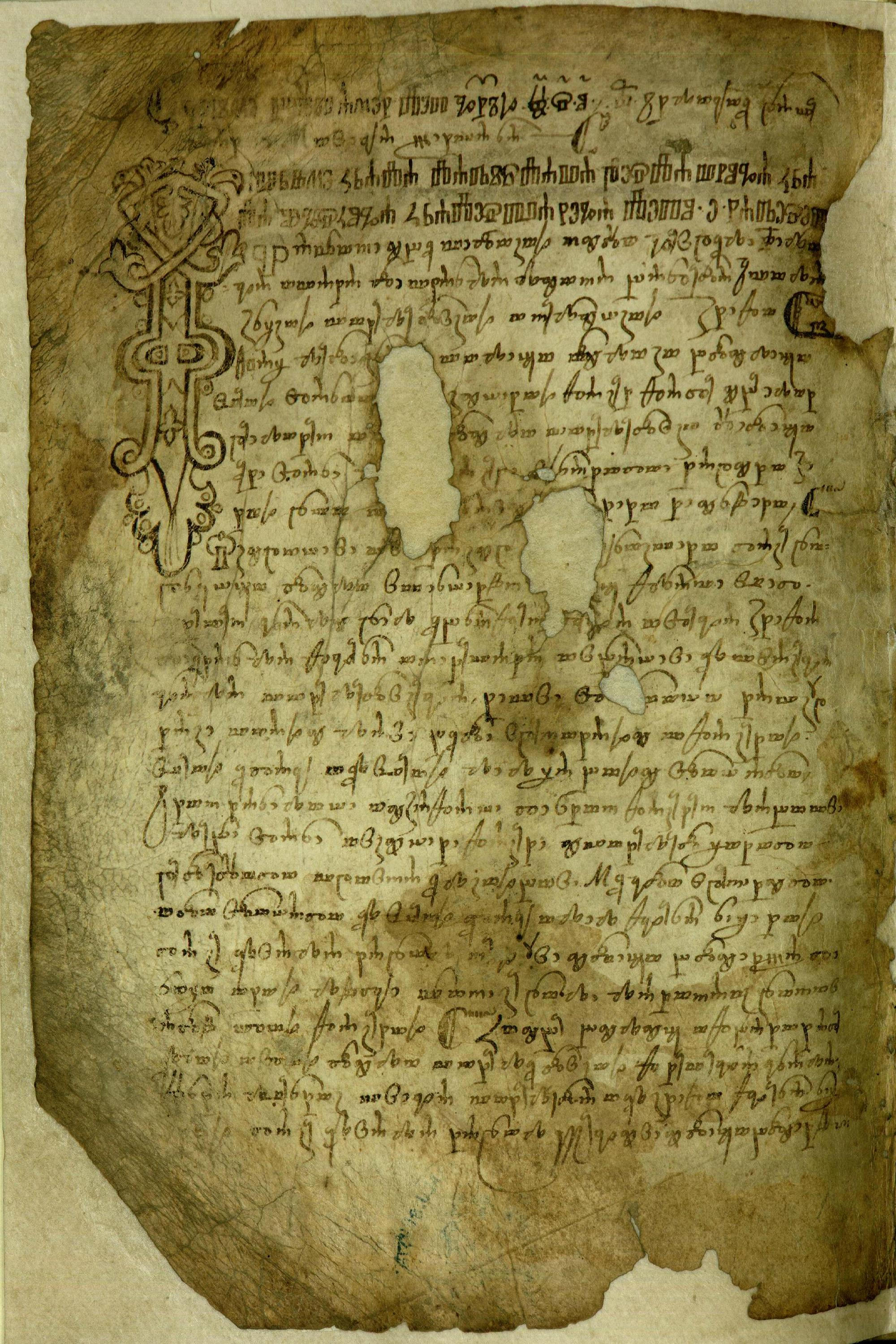
Винодольский статут на пергаменте. Он датируется 1288 годом и написан на глаголице
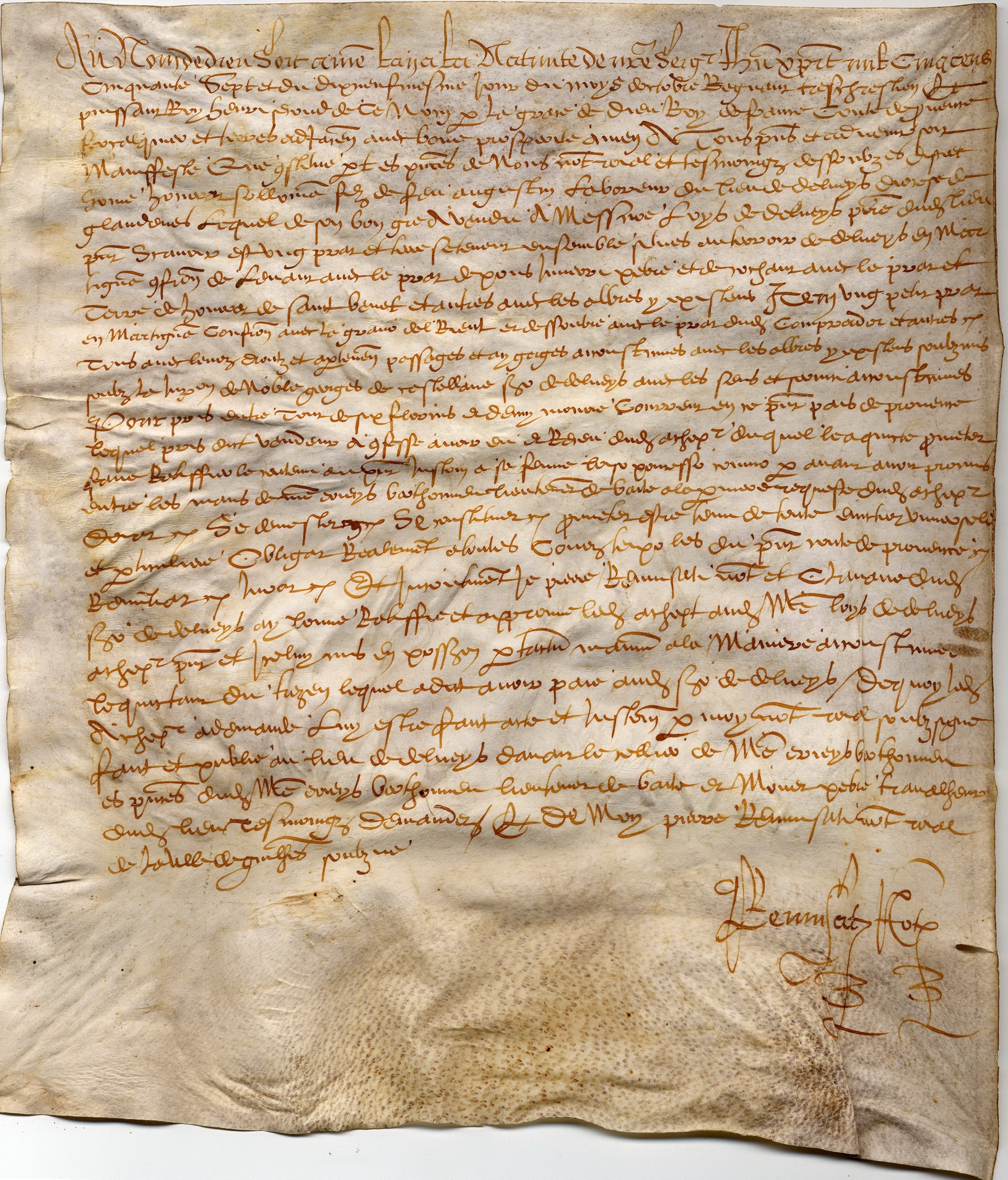
Нотариальный текст 1557 года на пергаменте о покупке коровы во Франции